# Бурлов, Николай Ананьевич
Николай Ананьевич Бурлов (15.02.1883 — 7.08.1927 гг.) — во время Гражданской войны в России руководитель партизанских отрядов, боровшихся за установление Советской власти в Восточной Сибири.

## Биография
До сих пор сведения о его рождении и смерти доподлинно не известны. Из личной учётной книжки Николая Ананьевича за 1925 год следует, что он родился 15 февраля 1883 года в Енисейской губернии, Тасеевской волости, в селе Бирюса (ныне Иркутская область, Тайшетский район).
В 1903 году в возрасте 20 лет был принят на должность линейного телеграфного монтера на участок Тайшет — Иланская, вскоре он перевелся в Тулун, на 4-й участок Иркутской почтово-телеграфной конторы, обслуживая линию Тыреть — Нижнеудинск.
В дни всеобщей октябрьской политической стачки сибирских железнодорожников 1905 года по заданию Нижнеудинского и Тулунского стачечных комитетов путем хитроумно замаскированных манипуляций выводил из строя телеграфную связь между Иркутском и Красноярском.
Уволенный после забастовки, Бурлов вернулся в родное село и организовал здесь группу крестьян для распространения листовок. После доноса церковного старосты вынужден был уехать в Нижнеудинск. Там он устроился пильщиком дров, а позднее конюхом. И опять-таки организовал забастовку: 150 конюхов сутки не выходили на работу, требуя улучшения условий труда.
В 1911 году Н. А. Бурлов, будучи уже семейным человеком, переезжает в г. Ачинск к родственникам жены, а позже уезжает с семьей на Дальний Восток на Амурские золотые прииски. Но он ни искатель приключений, ни частный старатель, а работает по найму на казенных и концессионных шахтах. Вскоре перебирается в г. Благовещенск, где работает портовым грузчиком. Здесь, установив связь с местными большевиками-подпольщиками, он по их заданию ведет пропагандистскую работу среди портовиков.

### Эпоха Гражданской войны
После Октябрьской революции, в начале 1918 года, Николай Ананьевич вступает в Красную гвардию, в марте участвует в ликвидации первого мятежа атамана Амурского казачьего войска Гамова против Советской власти. После взятия Благовещенска 18 сентября того же года он с семьей смог выбраться из Благовещенска и благополучно достичь Ачинска, затем вернулся в родное село.
В Бирюсе его брат Сергей и Исаак Москвин привлекли Николая Бурлова к подготовке восстания в селе. 18 марта 1919 года был открыт партизанский фронт в селе Бирюса. Н. А. Бурлов стал начальником связи и разведки Бирюсинского отряда, участвовал во всех боях с белогвардейскими отрядами.
В июле 1919 года по решению Шиткинского штаба, Н. А. Бурлова с 15 партизанами отправили на Ангару с поручением «обезоружить отряд тов. Антонова, командированного по эвакуации товара, как злоупотребляяющего своими действиями». «После произведенных разбирательств на общем собрании Ангарский отряд сделал перевыборы командного состава и выбрал Бурлова Н. А. начальником отряда».
Став командиром отряда, он переустроил его организацию: все руководство деятельностью отряда принадлежало военно-революционному совету, избираемому отрядом в составе начальника отряда Н. А. Бурлова, секретаря совета В. К. Брум, казначея, ревизионной комиссии в составе 3-х лиц, судебной комиссии и заведывающего хозяйством. Распоряжения военными действиями находились в руках начальника отряда под контролем совета. К концу августа в отряде было более 230 бойцов, которые разделившись на две части: одна с Бурловым направилась к Братску, другая со Зверевым вверх по Илиму.
25 сентября отряд впервые берет штурмом Братск-Острожный, после этого начинаются бои в районе Николаевского завода и села Шаманово с отрядом полк. Крутицкого. 1 декабря 1919 года на сторону партизан перешли войска на Николаевском заводе, 6 декабря был взят Братск.
После этого ввиду возросшей численности партизанских соединений произошла реорганизация, отряд стал называться 4-й Советский Окинский добровольческий полк. Он был разбит на батальоны и роты, кавалерию и пулеметную команду. К этому времени на территории Иркутской губернии был сформирован Северо-Восточный фронт, который возглавил Д. Е. Зверев. 5 января 1920 года по распоряжению главкома полк Бурлова был переименован во 2-ю Братскую добровольческую советскую дивизию.
Первая половина 1920 года прошли в боях с пробивающимися отрядами белых в Приангарье, Прибайкалье и Забайкалье. 13 апреля приказом по Народно-Революционной армии, бригада Бурлова была переименована в отдельный Братский полк, а 16 апреля того же года, по распоряжения командарма Забайкалья Эйхе — расформирована и прекратила свое существование.
Из Забайкалья Бурлов был отозван в распоряжение главнокомандующего вооруженными силами ДВР и отправлен на курсы комсостава. Теоретическая подготовка давалась на уровне командира дивизии. После окончания курсов Николай Ананьевич возвращается в Иркутск. Здесь он получает мандат направление как сотрудник Иркутского губчека и откомандировывается в Нижнеудинск, а оттуда в Братскую волость.
Через несколько дней после приезда Николай Ананьевич в рапорте Нижнеудинскому партбюро напишет: «Я объехал район Братской волости, в низовьях Ангары крестьяне встречают, как своего командира во время партизанской операции. Здесь идут слух о существовании подпольной организации белогвардейцев, настроенных против коммунизма. Одновременно ходатайствую перед вами о выдаче местным крестьянам мануфактуры на каждого члена семьи по 4 аршина. Их дети полураздеты». Слухи, о которых сообщал Бурлов в рапорте, вскоре начали подтверждаться, — в районе Братска появилась банда. Бурлов принял активное участие в её уничтожении.
В 1921 году Николай Ананьевич работал в органах Народного комиссариата внутренних дел. В декабре этого года он ездил в Москву как делегат 9-го Всероссийского съезда Советов, а по возвращении в Иркутск делал доклады о решениях съезда Нижнеудинском и новом Братском уездах.
В последние годы Н. А. Бурлов работал председателем правления Куйтунского кредитного товарищества и председателем Усольской рабочей кооперации.
Н. А. Бурлов покончил с собой 7 августа 1927 году недалеко от поселка Гуран, в 20 км от Тулуна, в местах где партизанил в 1919 г. Мотивы этого поступка до сих пор неизвестны. Похоронен на Иерусалимском кладбище в Иркутске.

### Память
Имя Н. А. Бурлова носят улицы в восьми городах Иркутской области: самом Иркутске, Усолье-Сибирском, Тайшете, Усть-Илимске, Братске, Тулуне, Нижнеудинске, Зиме, пяти селах: Бирюса Тайшетского, Покосное Братского, Гуран Тулунского, Уян Куйтунского районов Иркутской области, Кежма — в Красноярском крае. В селе Бирюсе ему установлен памятник.
Имя Бурлова носили колхозы в селе Уян Куйтунского района, в Ольхонском районе Иркутской области и с 1930—1951 гг. сельскохозяйственная артель (колхоз) в селе Беклемишево Забайкальского края. Носил имя Бурлова и теплоход-паром на реке Ангара, в 2008 году его переименовали в «Ольхон». Сейчас паром занимается перевозкой людей и грузов на озере Байкал с материка на остров Ольхон.
Могила Н. А. Бурлова на Иерусалимском кладбище в Иркутске является памятником истории местного значения.